# Poppy Montgomery
Poppy Montgomery, właściwie Poppy Petal O’Donahue (ur. 15 czerwca 1972 w Sydney) – australijska aktorka filmowa, znana m.in. dzięki rolom w serialach Bez śladu i Unforgettable: Zapisane w pamięci.

## Filmografia
- Młody T-Rex (Tammy And The T-Rex) (1994)
- W bagnie Los Angeles (Devil In A Blue Dress) (1995)
- Jake Lassiter: Justice On The Bayou (1995)
- Peacock Blues (1996)
- Bezduszne równania (The Cold Equations) (1996)
- Desert's Edge (1997)
- Trup w akademiku (Dead Man on Campus) (1998)
- The Wonder Cabinet (1999)
- Gorsza siostra (The Other Sister) (1999)
- Życie (Life) (1999)
- This Space Between Us (1999)
- Men Names Milo, Women Named Greta (2000)
- Blondynka (Blonde) (2001)
- Wychować Waylona (Raising Waylon) (2004)
- 50 Ways To Leave Your Lover (2004)
- Between (2005)
- Morderstwo za milion dolarów (Murder In the Hamptons) (2005), jako Generosa Rand
- Magiczne słowa: Opowieść o J.K. Rowling (Magic Beyond Words) (2011), jako J.K. Rowling

## Seriale TV
- Jedwabne pończoszki, odcinek „Natural Selections: Part 1” (1994)
- Ich pięcioro (Party of Five), odcinek „Poor Substitue” (1996)
- Nowojorscy gliniarze, odcinek „Burnin' Love” (1996)
- Miłość czy kochanie (Relativity), jako Jennifer Lukens (1996–1997)
- Patrol (The Beat), jako Elizabeth Waclawek (2000)
- Glory Days, jako Ellie Sparks (2002)
- Bez śladu (Without a Trace), jako Samantha Spade (2002–2009)
- Unforgettable: Zapisane w pamięci (Unforgettable), jako Carrie Wells (2011–2014)